# 舒成岩摩崖造像
舒成岩摩崖造像位於重慶市大足区西北轉洞鄉大屋村(距城10公里)。亦稱半邊廟、舒勝岩，古稱雲叢岩。宋代道教造像。編11號，6～11號漫漶不識。造像岩面高4米，寬16米。
1992年3月19日列為重慶市第二批市級文物保護單位。1996年9月16日公佈為四川省第四批省級文物保護單位。2000年9月7日列為第一批重慶市文物保護單位。2019年10月7日公布为第八批全国重点文物保护单位（并入北山摩崖造像）。